# The Greek Tycoon
The Greek Tycoon (bra O Magnata Grego) é um filme estadunidense de 1978, do gênero drama biográfico, dirigido por J. Lee Thompson, com roteiro de Morton S. Fine livremente baseado na relação entre Aristóteles Onassis e Jacqueline Kennedy.
O filme foi rodado em Nova Iorque, Atenas, Míconos, Corfu, Washington, D.C. e Londres.[carece de fontes?]
A canção-tema, "(Life is) Just a Dance with Time", foi composta por John Kongos e gravada por Petula Clark tanto em inglês como em francês.[carece de fontes?]

## Elenco
- Anthony Quinn...Theo Tomasis
- Jacqueline Bisset...Liz Cassidy
- James Franciscus...James Cassidy
- Edward Albert...Nico Tamasis
- Camilla Sparv...Simi Tomasis
- Charles Durning...Michael Russell
- Luciana Paluzzi...Paola Scotti
- Robin Clarke...John Cassidy
- Raf Vallone...Spyros Tomasis
- Marilù Tolo...Sophia Matalas

## Sinopse
O milionário armador grego Theo Tomasis é casado e pai de um filho adulto. A vida familiar dos Tomasis é tensa devido a Theo manter diversas amantes, em particular a extravagante cantora italiana Sophia Matalas, caso explorado como escândalo pelos jornais sensacionalistas. Numa festa em seu luxuoso iate, Theo conhece o senador americano James Cassidy e a esposa Liz, pela qual logo se sente atraído. O senador se torna presidente e não gosta da crescente amizade de Liz com Theo, além de considerá-lo "perigoso". Depois de financiar de forma ilegal alguns empresários americanos, Theo passa a ser investigado pelo FBI ao negociar com os sauditas, oferecendo a eles sua grande frota de navios petroleiros. Os americanos temem que isso leve os sauditas a expulsar as companhias estrangeiras do país e nacionalizarem a produção de petróleo.[carece de fontes?]